# Serious Sam: Double D
Serious Sam: Double D est un jeu vidéo de type run and gun développé par Mommy's Best Games et édité par Devolver Digital, sorti en 2011 sur Windows et Xbox 360.
Serious Sam Double D XXL, sorti en 2013, est une version augmentée proposant un mode coopération en local, de nouveaux ennemis, un système d'amélioration des armes ainsi que trois nouveaux niveaux en véhicules.
Il s'agit d'un jeu dérivé de la série Serious Sam.

## Accueil
- Jeuxvideo.com : 13/20[1]